# Annapurni Subramaniam
Annapurni Subramaniam est la directrice de l'Institut indien d'astrophysique de Bangalore et travaille sur des domaines tels que les amas stellaires, l'évolution stellaire et la population des galaxies et des nuages de Magellan,.

## Éducation
Subramaniam a terminé ses études en sciences au Victoria College à Palakkad (en). Elle a fait son doctorat sur le thème « Études des amas d'étoiles et de l'évolution stellaire » de l'Institut indien d'astrophysique en 1996,.

## Carrière
Subramaniam a été chercheuse à l'Institut indien d'astrophysique de 1990 à 1996. Elle est ensuite devenue boursière post-doctorale en 1998 à l'institut et travaille actuellement comme professeure et directrice de l'institut. Elle est un membre actif de l'Union astronomique internationale.

## Domaine de recherche
Le principal domaine de recherche de Subramaniam comprend :
- Amas stellaires (ouverts et globulaires)
- Formation d'étoiles et étoiles de la pré-séquence principale
- Étoiles Be & Ae/Be de Herbig
- Structure galactique
- Nuages de Magellan
- Population stellaire

Sa liste de publications peut être consultée sur la base de données d'astronomie.

## Projets en cours
À l'Institut indien d'astrophysique, ses projets actuels comprennent :
- Étoiles avec des raies spectrales dans des amas stellaires
- Histoire de la formation des jeunes amas stellaires
- Anciens amas ouverts candidats — démêlage de l'ancien disque
- Photométrie précise d'amas ouverts non étudiés
- Halo du Petit Nuage de Magellan
- Population stellaire dans le Grand Nuage de Magellan
- Enquête sur les limites extérieures : Nuages de Magellan